# Wereldkampioenschap voetbal 2006 (Groep H) Oekraïne - Tunesië
Deze pagina is een subpagina van het artikel Wereldkampioenschap voetbal 2006. Hierin wordt de wedstrijd in de groepsfase in groep H tussen Oekraïne en Tunesië gespeeld op 23 juni 2006 nader uitgelicht.

## Wedstrijdgegevens
| Datum                | 23 juni 2006                | 23 juni 2006                |
| Stadion              | Olympiastadion, Berlijn     | Olympiastadion, Berlijn     |
| Toeschouwers         | 72.000                      | 72.000                      |
| Scheidsrechter       | Carlos Amarilla             | Carlos Amarilla             |
| Assistenten          | Amelio Andino Manuel Bernal | Amelio Andino Manuel Bernal |
| Vierde man           | Marco Rodríguez             | Marco Rodríguez             |
| Man van de wedstrijd | Anatoli Tymosjtsjoek        | Anatoli Tymosjtsjoek        |
|                      | Oekraïne                    | Tunesië                     |
| Doelpunten           | 1                           | 0                           |
| Gele kaarten         | 4                           | 4                           |
| Rode kaarten         | 0                           | 1                           |
| Wissels              | 3                           | 3                           |
| Schoten op doel      | 0                           | 0                           |
| Schoten naast doel   | 0                           | 0                           |
| Overtredingen        | 0                           | 0                           |
| Hoekschoppen         | 0                           | 0                           |
| Buitenspel           | 0                           | 0                           |
| Strafschoppen        | 0                           | 0                           |
| Balbezit (tijd)      | 00'00"                      | 00'00"                      |
| Balbezit (%)         | 00%                         | 00%                         |

| Oekraïne | 1 – 0           | Tunesië |
| Andrij Sjevtsjenko 70' (pen.) | goals (assists) | |
| Oleh Blochin | bondscoach      | Roger Lemerre |
| Oleksandr Sjovkovskyj Andrij Nesmatsjny Anatoli Tymosjtsjoek Andriy Rusol Andrij Sjevtsjenko 88' Oleg Shelayev Oleg Goesjev Andrij Voronin Serhij Rebrov 55' Maksim Kalinichenko 75' Vyacheslav Sviderskyi | opstellingen    | Ali Boumnijel Karim Haggui Zied Jaziri Hatem Trabelsi 90+1' Mehdi Nafti Jaouhar Mnari 79' Riadh Bouazizi 79' Adel Chedli Radhi Jaïdi Anis Ayari Hamed Namouchi |
| Andriy Vorobey 55' Andriy Gusin 75' Artem Milevsky 88' | wissels         | 79' Chaouki Ben Saada 79' Francileudo dos Santos 90+1' Kaies Ghodhbane                                                                                         |
| Vyacheslav Sviderskyi 18' Oleg Shelayev 47' Anatoli Tymosjtsjoek 61' Andriy Rusol 65' | gele kaarten    | 43' Riadh Bouazizi 90' Radhi Jaïdi |
| | rode kaarten    | 45+1' Zied Jaziri |

## Overzicht van wedstrijden
| Groepswedstrijden | | | |
| Groep A | Groep B | Groep C | Groep D |
| Duitsland - Costa Rica Polen - Ecuador Duitsland - Polen Ecuador - Costa Rica Ecuador - Duitsland Costa Rica - Polen             | Engeland - Paraguay Trinidad en Tobago - Zweden Engeland - Trinidad en Tobago Zweden - Paraguay Zweden - Engeland Paraguay - Trinidad en Tobago | Argentinië - Ivoorkust Servië en Montenegro - Nederland Argentinië - Servië en Montenegro Nederland - Ivoorkust Nederland - Argentinië Ivoorkust - Servië en Montenegro | Mexico - Iran Angola - Portugal Mexico - Angola Portugal - Iran Portugal - Mexico Iran - Angola                               |
| Groep E | Groep F | Groep G | Groep H |
| Italië - Ghana Verenigde Staten - Tsjechië Italië - Verenigde Staten Tsjechië - Ghana Tsjechië - Italië Ghana - Verenigde Staten | Australië - Japan Brazilië - Kroatië Brazilië - Australië Japan - Kroatië Japan - Brazilië Kroatië - Australië                                  | Frankrijk - Zwitserland Zuid-Korea - Togo Frankrijk - Zuid-Korea Togo - Zwitserland Togo - Frankrijk Zwitserland - Zuid-Korea                                           | Spanje - Oekraïne Tunesië - Saoedi-Arabië Spanje - Tunesië Saoedi-Arabië - Oekraïne Saoedi-Arabië - Spanje Oekraïne - Tunesië |
| Achtste finales | | | |
| Duitsland - Zweden Argentinië - Mexico                                                                                           | Italië - Australië Zwitserland - Oekraïne | Engeland - Ecuador Portugal - Nederland | Brazilië - Ghana Spanje - Frankrijk                                                                                           |
| Kwartfinales | | | |
| Duitsland - Argentinië | Italië - Oekraïne | Engeland - Portugal | Brazilië - Frankrijk |
| Halve finales | | | |
| Duitsland - Italië | Duitsland - Italië | Portugal - Frankrijk | Portugal - Frankrijk |
| Troostfinale | | | |
| Duitsland - Portugal | | | |
| Finale | | | |
| Italië - Frankrijk | | | |